# Louis Kozma
Louis Kozma (ur. 1 marca 1938 w Budapeszcie, zm. 16 sierpnia 1990 w Le Cannet) – belgijski pływak, uczestnik Letnich Igrzysk 1956 w Melbourne.
Podczas igrzysk olimpijskich w 1956 roku wystartował konkurencji 200 metrów stylem klasycznym. Odpadł w eliminacjach z czasem 2:48,4 (12. miejsce).